# Courage of Sorts (film 1913)
Courage of Sorts è un cortometraggio muto del 1913. Il nome del regista non viene riportato nei credit del film.

## Trama
Il futuro genero accetta di rimanere in una casa infestata dai fantasmi che, in realtà, non sono nient'altro che il suocero travestito.

## Produzione
Il film fu prodotto dall'American Film Manufacturing Company come Flying A.

## Distribuzione
Distribuito dalla Mutual Film, il film - un cortometraggio lungo 190 metri - uscì nelle sale cinematografiche USA il 13 ottobre 1913.
Nelle proiezioni, veniva programmato con il sistema dello split reel, accorpato in un'unica bobina con un altro cortometraggio prodotto dall'American Film Manufacturing Company, il documentario Making Pig Iron.